# Cornelis Jol

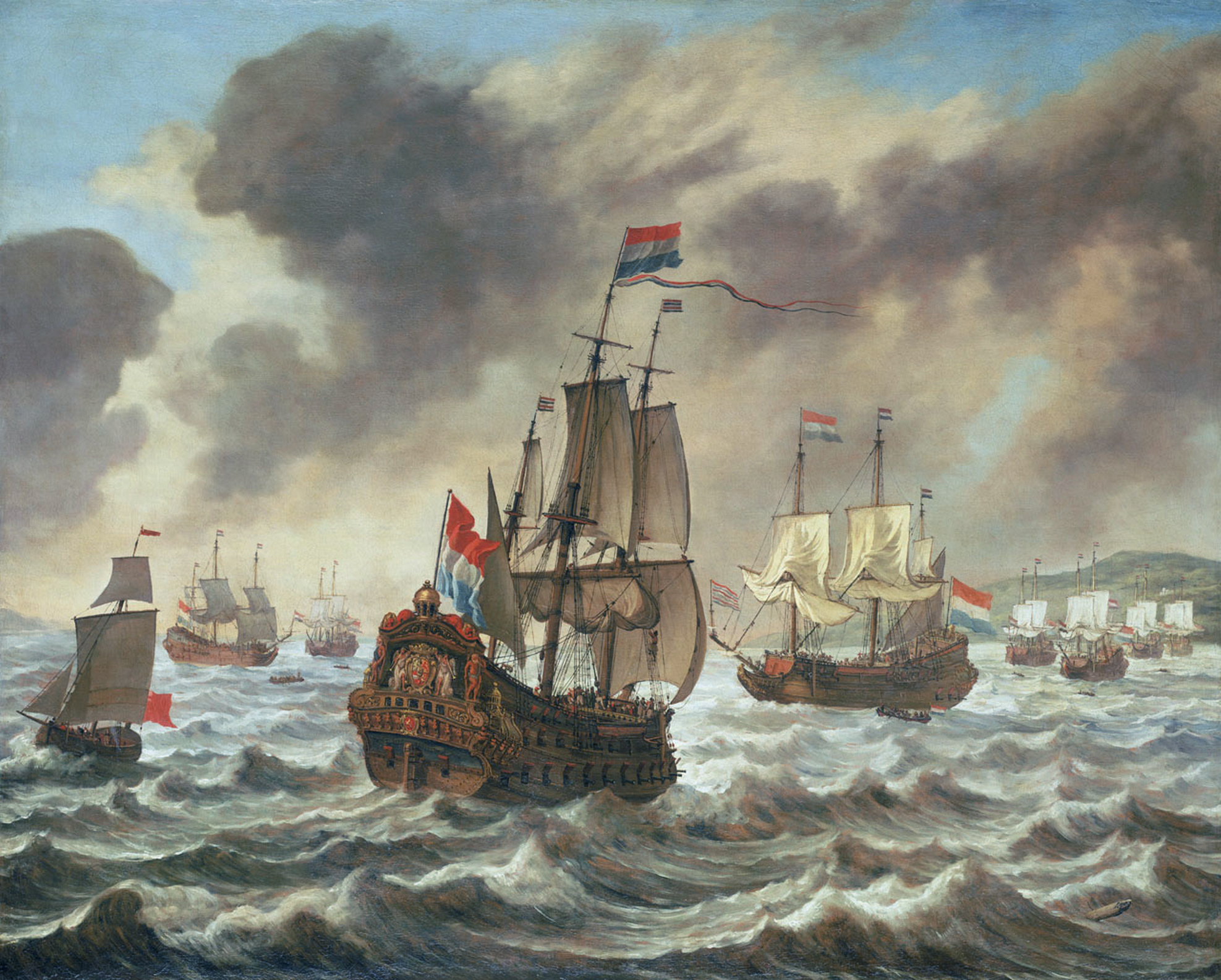
"Antes da Batalha de Downs" por Reinier Nooms, c. 1639. Cornelis Jol comandou uma esquadra de sete navios nesta batalha naval.

Cornelis Corneliszoon Jol (Scheveningen, Países Baixos, 1597 - São Tomé, 31 de outubro de 1641), apelidado de "Perna de Pau" (em neerlandés: "Houtebeen"), foi um almirante da Companhia Neerlandesa das Índias Ocidentais (WIC) durante a Guerra dos Oitenta Anos (1568-1648) que as Dezassete Províncias mantiveram com o Império Espanhol.
Foi um dos principaias responsáveis pela ocupação holandesa de Angola.

## Biografia
Tendo perdido uma das pernas na juventude devido a um tiro de canhão, foi um dos primeiros capitães do mar a utilizar uma perna de pau. Serviu na marinha dos Países Baixos até ser contratado pela WIC em 1638. Era visto pelos seus conterrâneos, à época, como uma espécie de herói nacional, pelas vitórias obtidas sobre Portugueses e Espanhóis no Novo Mundo. Este últimos consideravam-no um pirata, e a seu respeito cantavam uma canção que dizia: "Houtebeen é um pirata malvado, que come polvos crus e bebe água do mar". [carece de fontes?]